# داني ساندوفال (لاعب كرة قدم)
داني ساندوفال (بالإسبانية: Daniel Sandoval Fernández)‏ هو لاعب كرة قدم إسباني، ولد في 16 فبراير 1998 في خيخون في إسبانيا. لعب مع ريال مورسيا.